# یا روسری یا توسری
یا روسری یا توسری یکی از شعارهای هواداران مذهبی سید روح‌الله خمینی، بنیانگذار جمهوری اسلامی ایران، برای برخورد با زنان بی‌حجاب و گسترش حجاب اجباری در ایران در اوایل انقلاب ۱۳۵۷ بود. زهرا خانم نخستین کسی بود که این شعار را سر داد. این شعار گویای انگیزه و اراده حاکمان جمهوری اسلامی در تحکیم قدرت خود از طریق کنترل سکسوالیته و پوشش زنان همچون نمادی از ارزش‌های بنیادگرایی اسلامی بود.
۱۷ اسفند ۱۳۵۷ و یک روز پس از انتشار سخنرانی سید روح‌الله خمینی در روزنامه‌های ایران — که گفته بود «زنان می‌توانند به سرکار بیایند اما نباید لخت بیایند باید همه با حجاب بیایند» — تظاهراتی در حیاط دانشگاه تهران به مناسبت روز جهانی زنان برگزار شد و ازدحام جمعیت باعث شد تا زنان وارد خیابان انقلاب شوند اما توسط مردان عضو کمیته‌های انقلاب اسلامی که فریاد می‌زدند «یا روسری، یا توسری» و به صف زنان معترض هجوم می‌بردند، به شدت سرکوب شدند.